# Majestic Downfall
Majestic Downfall — мексиканская дум/дэт-метал-группа из одного человека.

## История
После более чем 10-летней игры в мексиканской дум/дэт-метал-группе Antiqua, и нескольких туров по всей стране, Jacobo решил уйти из группы и в августе 2006 года основал новый проект названный Majestic Downfall. Идеей проекта является донесение до слушателя стиля Европейской дум-метал сцены 90х годов, но в то же время смешивая его с современным думовым звучанием. Первый контракт был подписан с лейблом Solitude Productions на сплит с итальянской группой Ansia, выпущенный в 2007 году. За ним последовали два полноформатных альбома Temple Of Guilt и The Blood Dance в 2009 и 2011 годах соответственно, выпущенные на лейбле My Kingdom Music.
Jacobo также играет в группе Ticket To Hell.

## Дискография
- 2007 — The First Abyss (демо)
- 2007 — SplitCD with Ansia (Solitude Productions)
- 2009 — Temple Of Guilt (My Kingdom Music)
- 2011 — The Blood Dance (My Kingdom Music)